# Pero modocata
Pero modocata är en fjärilsart som beskrevs av Samuel E. Cassino och Louis W. Swett 1922. Pero modocata ingår i släktet Pero och familjen mätare. Inga underarter finns listade i Catalogue of Life.